# A Wise Fool
A Wise Fool è un film muto del 1921 diretto da George Melford. La sceneggiatura si basa suThe Money Master, romanzo di Gilbert Parker pubblicato a New York nel 1915.

## Produzione
Il film, prodotto dalla Famous Players-Lasky Corporation, venne girato a Guerneville, in California.

## Distribuzione
Il copyright del film, richiesto dalla Famous Players-Lasky Corp., fu registrato il 27 giugno 1921 con il numero LP16714. Distribuito dalla Famous Players-Lasky Corporation e Paramount Pictures, il film uscì nelle sale statunitensi il 26 giugno 1921.
Copie della pellicola si trovano conservate negli archivi della Library of Congress.